# さるのこしかけ (随筆)
『さるのこしかけ』は、漫画家・さくらももこによるエッセイ初期三部作、または『もものかんづめ』三部作の第二作。1992年7月20日に集英社から刊行され、のちに2002年3月25日に集英社文庫により文庫化。本作のタイトルは、作中の「おさるの住む家」での最初の夫とのやり取りにより決まった。文庫版には「巻末お楽しみ対談」と題した、さくらももこと映画監督・周防正行による対談が収録されている。1992年には、第27回新風賞を受賞。2022年9月22日にはTARAKOの朗読でオーディオブック化がなされたが、TARAKOによるさくらももこ作品のオーディオブック化は、本作が最後となった。

## 収録内容
痔の疑いのある尻
ある日肛門に現れた痛みに痔を疑い、それが治るまでの話。
ポール・マッカートニーに会う
最初の結婚での新婚旅行中に訪れたロサンゼルスでのポール・マッカートニーの公演の様子と、翌年フジテレビの企画で夫婦で訪れたロンドンでのポールへのインタビュー時の様子。
遠藤周作先生
芥川賞作家の遠藤周作から思いがけず対談を依頼された時のさくらの心境や、対談当日の様子を語る。
台風台湾（『小説すばる』1992年2月号初出）
所属する「さくらプロダクション」のスタッフたちと行った台湾旅行での災難。
インド旅行計画
インドに旅行することになり、同行予定の大のインド好きの日本人添乗員との初対面の様子。　
インド駆けめぐり記
上記の添乗員に案内されて訪れた数日間のインド(デリー、バラナシ、ガンジス川、タージ・マハル等)での珍道中。
ミッキーマウスの繁殖力
小学5年生の頃に近所のペットショップで買った、つがいのネズミの話。
見当ちがいな熱血（『小説すばる』1992年6月号初出）
高校時代に国語科担当の熱血漢の若い男性教師とやり取りした交換日記の話。
名前の分からない物の買い物（『青春と読書』1991年12月号初出）
曲名の分からないレコードや商品名をうろ覚えの状態で買いに行った時の話。
ぐうたらの極意
ぐうたら好きなさくらによる、気分良くぐうたらするためのハウツーもの。
夢が叶った悪夢
子供の頃にある夢を持っていたさくらが、小学6年生のたまちゃんの誕生日に友達数人で遊園地に行った時のアクシデント。
まる子三ヶ年計画
アニメ『ちびまる子ちゃん』の(第1期の)放送終了を間近に控えたさくらが語る、同作への想い。
フケ顔の犬
高校3年の秋に実家で飼い始めた、「フジ」と名付けた老け顔の犬との思い出。
近所のじいさんの消息
ある年の夏、雑貨屋の主人から近所のお年寄りの近況について尋ねられた時の話。
スタミナドリンクの効用
さくらが飲んだ2つのスタミナドリンクの話と、飲用して湧き上がったエネルギーを発散できずになぜかとある有名人の離婚問題への怒りに変えて一人で盛り上がった話。
夏の病院
23歳の夏に友人の見舞いに訪れたさくらに起きる、病院での恥ずかしい出来事。
前世日本人の疑い（『小説すばる』1992年7月号初出）
「私は前世も日本人だったのかも」と考えるさくらが、幼少期からの半生を振り返る。
お見合い騒動
20歳を過ぎた頃の姉が、母から縁談を持ちかけられたことで起きた、さくらや父を巻き込んでの騒動を描く。
いさお君がいた日々
小学3年生の頃、特殊学級に転入してきたさくらと同学年で障害のある“いさお君”の話。
おさるの住む家
26歳のさくらが、最初の夫との婚姻中に「色気がない。毎日おさると暮らしているようだ」と言われた時の夫婦のやり取り。
集英社に行く
19歳の頃に集英社からの電話で漫画家デビューの知らせを受けた7月13日のことと、後日東京にある『りぼん』編集部に初めて訪れた時の様子。
飲尿をしている私
「飲尿が体にいい」との噂が出てから2年余り経った頃の、さくら自身による赤裸々な飲尿体験談。
実家に帰る
最初の結婚から約一ヶ月後に、ひょっこり実家に帰ったさくらが気づいたこと。
その後の話
作中のエピソードのそれぞれの後日談などを語る。
「痔」と「飲尿」のこと
民間療法で痔を治した話や飲尿健康法についてのその後。
「台風台湾」のこと
台湾旅行中に入院した時に見舞い客からもらった謎の物体について。
「インド駆けめぐり記」のこと
本文中に書かれていない、インドのジャイプールで出会った占い好きなインド人とさくらに付き添った日本人添乗員の話。
「名前の分からない物の買い物」のこと
最初の夫と共に大滝詠一の自宅で本人に会うことになった時の話。
「夢が叶った悪夢」のこと
怪我の後遺症についての話。
「フケ顔の犬」のこと
母が、仔犬だったフジに虫下しを飲ませた時の話。
「前世日本人の疑い」のこと
「姉の前世はインド人に違いない」と考えるさくらが、それについて少しだけ語る。
「お見合い騒動」のこと
姉のお見合い騒動により起きた、両親と姉とさくらの関係性のちょっとした変化を語る。
「いさお君がいた日々」のこと
いさお君のお母さんについて少しだけ語る。

### 文庫版
文庫版には上記の内容に加え、以下のおまけがある。
巻末お楽しみ対談・周防正行（映画監督）+さくらももこ
インド旅行について、さくらの両親について、お互いの若い頃の将来の夢、お互いの憧れの著名人と会った話、好きな役者たちの話など。

## 書誌情報
- 単行本：1992年07月20日発売、集英社、ISBN 978-4-08-775159-8
- 文庫本：2002年03月25日発売、集英社文庫、ISBN 978-4-08-747420-6
  - イラストレーション／さくらももこ、カバーデザイン／明比朋三、本文レイアウト／祖父江慎＋コズフィッシュ
- オーディオブック：2022年9月22日発売、オトバンク[6]
  - 朗読：TARAKO